# Monty Are I
Monty Are I (ранее известны как Monty’s Fan Club или просто Monty) — американская рок-группа из Кранстона, штат Род-Айленд. «Monty» — в честь своего преподавателя Артура Монтарано. «Are I» — это игра слов, «RI» — почтовый код штата Род (англ. Rhode Island)

## История и достижения
Недавно группа выиграла конкурс «Sign My Band» лейбла Takeover Records на MySpace. Также выиграла конкурс «Rock Hunt» радиостанции WBRU в 2002 и «Battle of the Bands», спонсированный музыкантом и предпринимателем Эрни Боллом в 2003.
У группы было много национальных туров, были туры с Just Surrender, Secondhand Serenade, Amber Pacific, Anberlin, Powerspace, Rx Bandits, My Chemical Romance, Story of the Year, Sum41, Taking Back Sunday, Yellowcard, Hawthorne Heights и The Red Jumpsuit Apparatus.
Их песня «In This Legacy» была использована в играх для Xbox ATV Offroad Fury 4 и Tony Hawk's Project 8.
Первый альбом Monty Are I назывался «Break Through The Silence» и был выпущен 22 сентября 2009. «One in a Million» — первый сингл, был выпущен 25 августа 2009.

## Дискография
- Thanks for the Metal Sign (2000)
- Monty’s Fan Club EP (2002)
- The Red Shift (2005)
- Wall of People (2006, Stolen Transmission/Island Records)
- Break Through The Silence (9/22/2009, Island Records)

### Синглы
- «C-3P0 is Melting» (1999)
- «Dublin Waltz» (2006)
- «Between The Sheets» (2007)
- «One in a Million» (2009)

## Участники
- Стивен Айелло — вокал, гитара
- Джастин Мур — ударные
- Райан Мур — труба, вокал, гитара
- Андрю Борштейн — тромбон, клавиши, вокал
- Майк Матарес — бас-гитара